# 甜酸
《甜酸》是作家饶雪漫的青春爱情小说。最早2007年于新世界出版社出版发行。

## 故事概述
本书为饶雪漫“青春疼痛系列之九”。该书主要叙述了两个女生之间的友谊、一对情侣之间的爱情故事。主要涉及师生恋、自残、少女早孕、自杀四大主题，也从侧面叙述了房地产、离婚率等社会问题。书的主题正如作者所说：“其实，这些‘谢谢’，到底谁该对谁说起呢？在这段仓促而五味俱全的青春里，我们要感谢的不仅是彼此，还是每一个遇到过的人。”

## 主要人物
- 田丁丁，母亲：罗梅梅。出生于一个单亲家庭，和母亲罗梅梅母女二人相依为命，因为缺乏父爱她有着深深的恋父情结，因此爱上了语文老师林庚。而当她和林枳成为好友之后，为了林枳和她的友情，义无反顾，在所不惜。
- 林枳，继父：于根海。父亲很早过世，继父虽然给予了她足够的金钱，却也没有给他足够的父爱，后来爱上了一个插科打诨的小混混周楚暮，还为他打胎，最终分手。
- 周楚暮， 爱人：林枳。家庭破碎，有着诸多问题的小混混。
- 罗梅梅，女儿：田丁丁。和丈夫离婚，于女儿田丁丁相依为命，外表冷若冰霜，内心充斥着对女儿的爱。
- 于根海，女儿：林枳。二流子，拆迁爆发富，脾气暴躁，内心仍旧闪烁着父爱。
- 林庚，学生：田丁丁、林枳。语文老师兼任班主任，帅气而心底善良。

## 书中曲目
- 《非常非常想你》